# Upper Taseko Lake
Der Upper Taseko Lake ist ein See in der kanadischen Provinz British Columbia.

## Lage
Der Upper Taseko Lake befindet sich in den Chilcotin Ranges, einer Teilkette der südlichen Coast Mountains, in einem glazialen Tal, das sich nach landeinwärts zum Chilcotin-Plateau hin öffnet. Der auf einer Höhe von 1325 m gelegene 9,45 km² große See weist eine Längsausdehnung in Nord-Süd-Richtung von 7,5 km sowie eine maximale Breite von etwa 1,7 km auf. Der See wird über einen 1,3 km langen Abfluss zum nördlich gelegenen Lower Taseko Lake entwässert. Wichtige Zuflüsse des Sees sind neben dem Taseko River, der den See in nördlicher Richtung durchfließt, Lord River und Tchaikazan River. 

## Seefauna
Im See kommen u. a. folgende Fischarten vor:
Stierforelle, Dolly-Varden-Forelle, die Saugkarpfenart Catostomus catostomus (englisch Longnose Sucker) und die Coregoninenart Prosopium williamsoni (englisch Mountain Whitefish).